# Joaquim Gonçalves da Silva
Joaquim Gonçalves da Silva foi um militar brasileiro que serviu na Guerra dos Farrapos, chegando ao posto de Capitão.
Silva foi enviado junto aos seus irmãos para o Rio de Janeiro para estudar, porém retornou para casa antes do início da Revolução Farroupilha.